# Наро
Наро (итал. Naro) — коммуна в Италии, располагается в регионе Сицилия, подчиняется административному центру Агридженто.
Население составляет 8710 человек и Пьеро Бароне (на 2004 г.), плотность населения составляет 42 чел./км². Занимает площадь 207 км². Почтовый индекс — 92028. Телефонный код — 0922.
Покровителем населённого пункта считается Калогер Сицилийский. Праздник ежегодно празднуется 18 июня.

## Известные уроженцы
- Иньяцио Спекки Гаэтани (1823 — 1899) ─ маркиз Ди Сортино, патриций Наро и первый сенатор из уроженцев города.

- Пьеро Бароне (род. 1993) ─ участник итальянского оперного поп-трио «Il Volo».